# Сасун (гавар)
Сасу́н (арм. Սասուն) — гавар в провинции Алдзник Великой Армении, в системе Армянского Тавра. В настоящее время является одноимённой северной частью турецкого ила Батман.

## География

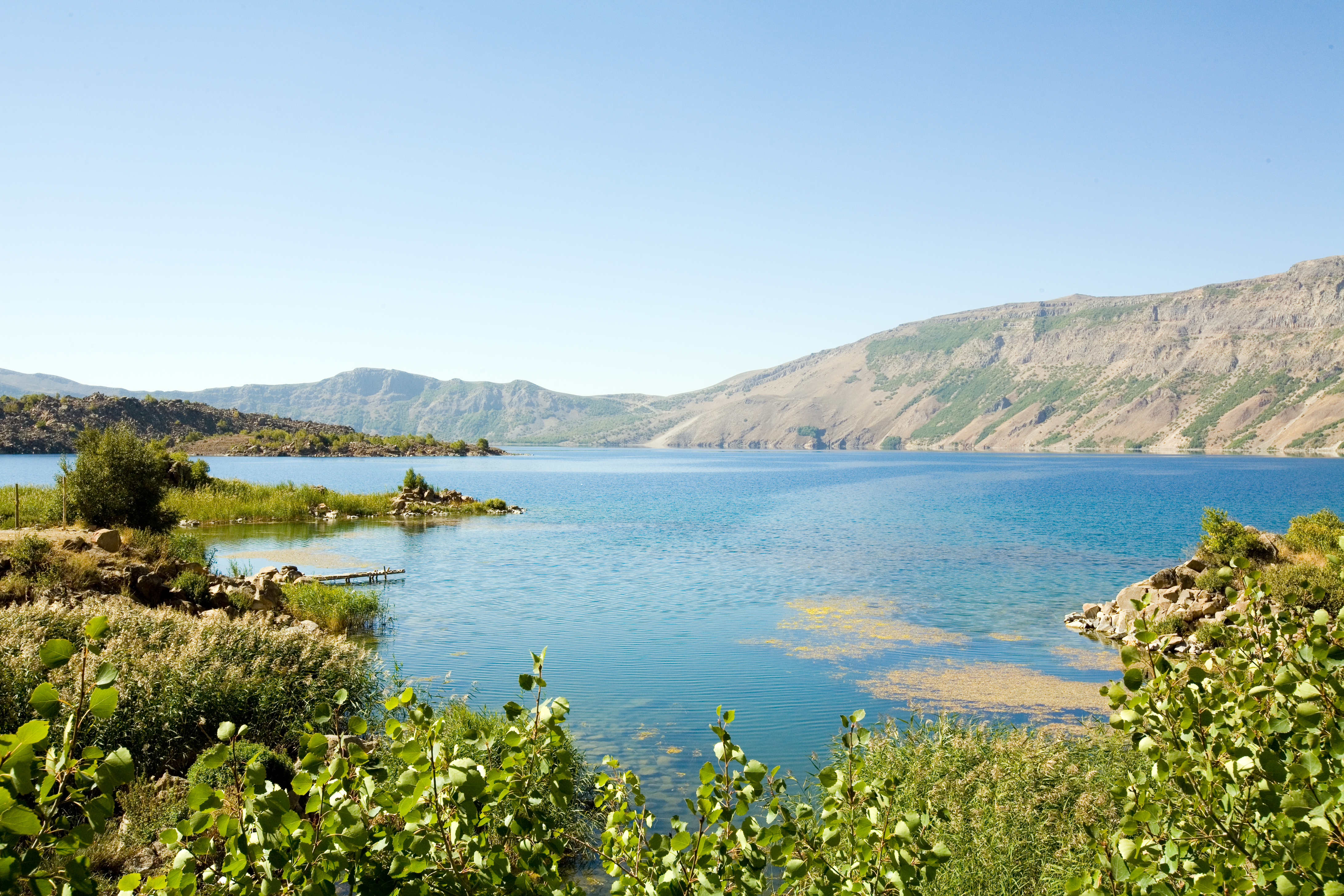
Озеро Немрут с северо-востока

Сасун является десятым гаваром провинции Ахдзник. Армянский географ VII века Анания Ширакаци описывает Алдзни следующим образом:
Агдзник, на реке Тигре, имеет 10 областей: 1. Арзен, 2. Неперкерт, 3. Кег, 4. Кетик, 5. Татик, 6. Азнуац-дзор, 7. Херхетс, 8. Гзез, 9. Санадзор, 10. Сасун. В этой области добываются: нефть, много железа, чернильный орех и птица дехзук.
На северо-западе Сасун граничил с гаваром Аштянк, на севере — с Тароном и Аспакуньяц Дзором, на северо востоке — с Хутом, на крайнем востоке — с Гзегхом, на юго-востоке — с Ерхетком, а на всём юге — с Нпркертом.

## История

### Великая Армения
Исторически Сасун представлял собой гавар в составе провинции Алдзник Великой Армении. В X—XIII веках являлся полунезависимым княжеством, чья зависимость от чужеземных завоевателей часто носила формальный характер.

### Османское иго

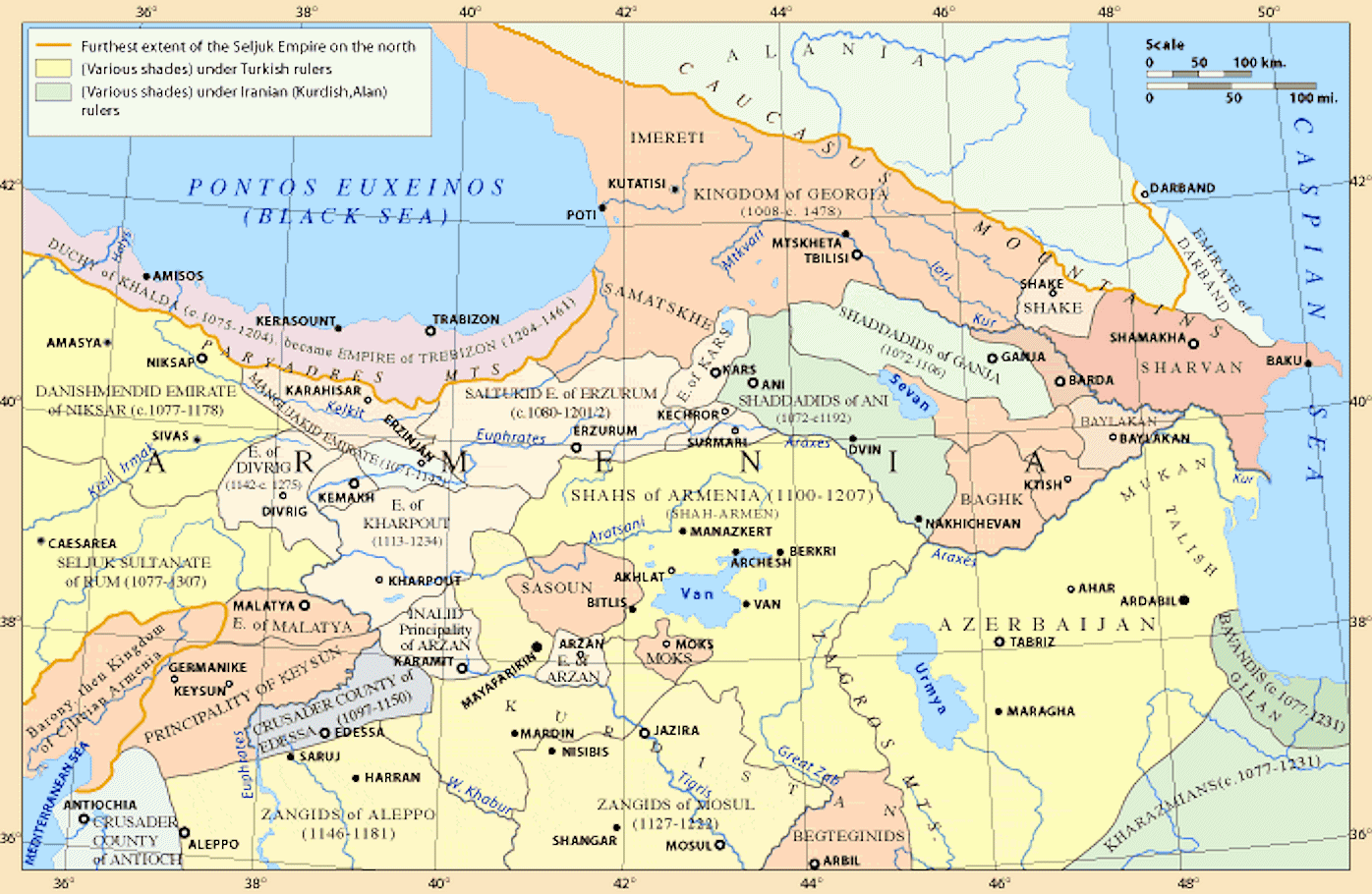
Сасун в конце XIX — начале XX века

С XIV века начался приток в Сасун курдских племён, который в первой четверти XVI века, в связи с установлением османского владычества, приобрёл целенаправленный и интенсивный характер. Подобная политика турецких султанов, проводившаяся в отношении всех армянских гаваров, имела тяжёлые последствия и для Сасуна.
Захватив владения армянских феодалов, курды со временем основали в отдельных районах Сасуна собственные княжества (Хулп, Хаззо, Хаведан, Моткан). Тем не менее значительная часть Сасуна (так называемый Верхний Сасун), прибегнув к вооружённой самозащите, вплоть до начала XX века успешно отстаивала свою независимость. Некоторые казы, такие как Хут-Брнашен, управлялись совместно армянскими и курдскими князьями.
В начале XX веке Сасун имел в своём составе казы: Верин гавар (Передний Сасун), Шагах, Гавар (Кавар), Талворик, Цовасар (Буланк), Хут-Брнашен, Моткан, Маратук (Хаблджоз), Хаззо (Хзу), Псанк, Хианк, Хули. По административному делению Османской империи сасунские казы были включены в Битлисский, Мушский и Генджский санджаки Битлисского вилайета. Из более чем 400 местных поселений около 250 были армянскими (примерно 50 тыс. человек, или более половины всего населения). Частью Сасуна являлась также обширная Харбинская каза Сгердского санджака.
В конце XIX века Сасун стал центром армянского национально-освободительного движения. Турецкое правительство, пытаясь искоренить свободолюбивые устремления Сасунских армян и свести с ними счёты, спровоцировало армяно-курдские столкновения. В 1891-1893 годах вооружённые армянские группы Верхнего Сасуна, неоднократно отражали нападения кочевников. В 1894 году регулярные турецкие войска, осадив Верхний Сасун, сумели сломить упорное и героическое сопротивление армян и в июле-августе учинили здесь чудовищную резню. До основания было разрушено и разорено 48 сёл, число жертв, согласно разным источникам, составило от 10 до 16 тыс. человек. Были разгромлены десятки армянских храмов, школы в Шенике, Семале, Агби, Гелиегузане, Талворике, Ишханадзоре. Погромы и грабежи продолжались в 1895-1896 годах, когда в Хулпе, Хианке, Хаззо и других местах было разорено большое число армянонаселённых сёл. Население Верхнего Сасуна в 1904 году подверглось новым погромам (45 разорённых сёл. 3—8 тыс. убитых). Только благодаря упорному сопротивлению гайдуцких групп резня не приняла более широких масштабов и армянское население получило возможность перебраться в безопасные районы. После подавления сопротивления, турецкое правительство в некоторых стратегически важных сёлах Семал, Гелиегузан, Тапык, Талворик, Ишханадзор построило казармы и разместило значительное число воинских подразделений. Однако героическая борьба гайдуков и всего армянского населения не позволила турецким властям осуществить свой план по полной курдизации этой части Сасуна (до 1907-1908 годов армянское население вернулось в оставленные прежде сёла).

### Геноцид армянв Сасуне

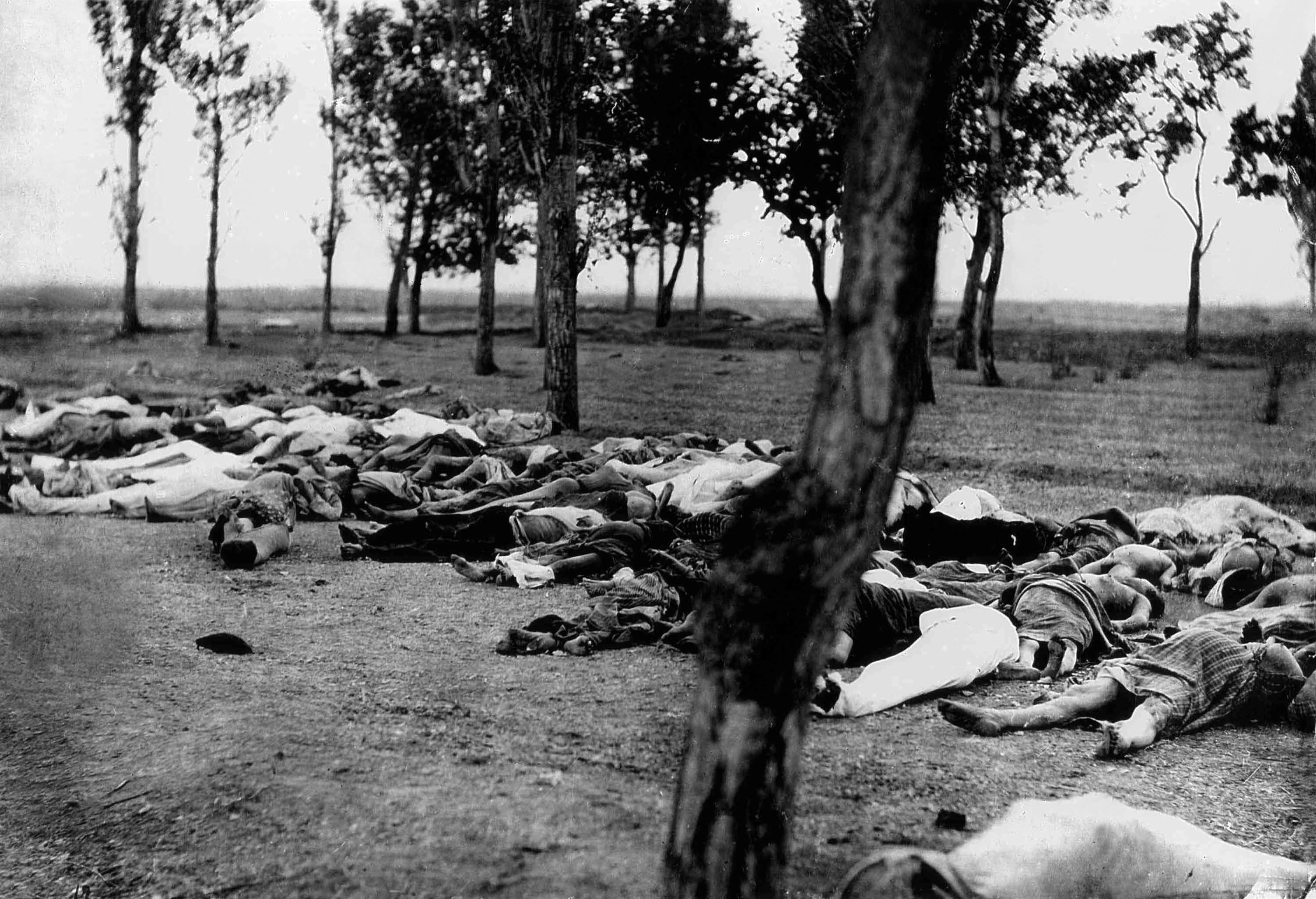
Убитые армяне

Тридцатитысячное население горной области Сасун, жившее среди неприступных скал, всегда отличалось свободолюбием. В 1915 году, узнав о кровавой резне, то есть Геноциде (который предстояло пройти сасунцам) от рук турок и курдских отрядов над армянами на территории, всё ещё подконтрольной Турции, сасунцы сплотились в единый военный лагерь и поклялись держаться до последнего. В 1915, окружённое со всех сторон армянское население Сасуна в течение почти 6 месяцев (март-август), неся тяжёлые потери, героически сопротивлялось турецким войскам и башибузукам (см. Сасунская самооборона (1915 г.)). Регулярные турецкие войска, насчитывавшие свыше 30 000 человек, не смогли в течение нескольких месяцев проникнуть в стан сасунцев. Только отсутствие боеприпасов и продуктов помогло палачам взять область.
Вот как описывает современник события 1915 года в Сасуне:
- «Когда турецкие войска начали свой последний штурм, у защитников Сасуна уже не было патронов, иссякли запасы пороха. По существу, турецкие банды ворвались не в лагерь, а в огромное кладбище и больницу. Немногие оставшиеся в живых были вырезаны… Так трагично закончилось героическое сопротивление сасунских армян».

Избежавшие гибели сасунцы (около 15 тыс. человек) вынуждены были перейти в Восточную Армению, обосновавшись в нынешних Талинском и Аштаракском районах Республики Армения.

## В литературе
«Давид Сасунский» (арм. Սասունցի Դավիթ) — легендарный средневековый армянский эпос, повествующий о борьбе богатырей из Сасуна против захвата Армении Арабским халифатом. Сложился в VII — X веках.
Эпос состоит из четырёх ветвей:
- Первая: Санасар и Багдасар
- Вторая: Мгер;
- Третья: Давид;
- Четвёртая: Мгер младший.

Впервые эпос «Давид Сасунский» записан в 1873 году, существует более 50 вариантов его записи.